# Communauté de communes du Montbardois
La communauté de communes du Montbardois est une communauté de communes française, située dans le département de la Côte-d'Or et la région Bourgogne-Franche-Comté.

## Administration
Adresse : 
14, Avenue Maréchal de Lattre de Tassigny - 21500 Montbard
Président :
- Alain BECARD, maire de Quincy-le-Vicomte

Vice-Présidents :
- Laurence PORTE: 1re Vice-présidente
- Yves BILBOT: 2e Vice-président
- Aurelio RIBEIRO: 3e Vice-président
- Pascal PERRICHET-PECHINEZ: 4e Vice-président
- Carine PETRY: 5e Vice-président
- Bernard NICOLAS: 6e Vice-président
- Bernard PERNET: 7e Vice-président

## Composition
La communauté de communes est composée des 33 communes suivantes :

| Nom                        | Code Insee | Gentilé       | Superficie (km2) | Population (dernière pop. légale) | Densité (hab./km2) |
| -------------------------- | ---------- | ------------- | ---------------- | --------------------------------- | ------------------ |
| Montbard (siège)           | 21425      | Montbardois   | 46,37            | 4 751 (2022)                      | 102                |
| Arrans                     | 21025      |               | 10,52            | 63 (2022)                         | 6                  |
| Asnières-en-Montagne       | 21026      | Asniérois     | 28,47            | 170 (2022)                        | 6                  |
| Athie                      | 21029      |               | 5,92             | 80 (2022)                         | 14                 |
| Benoisey                   | 21064      |               | 5,8              | 96 (2022)                         | 17                 |
| Buffon                     | 21114      | Buffonnais    | 8,88             | 154 (2022)                        | 17                 |
| Champ-d'Oiseau             | 21137      | Chaldoiselois | 4,83             | 110 (2022)                        | 23                 |
| Courcelles-lès-Montbard    | 21204      |               | 6,12             | 87 (2022)                         | 14                 |
| Crépand                    | 21212      | Crépandais    | 5,79             | 317 (2022)                        | 55                 |
| Éringes                    | 21248      |               | 6,01             | 57 (2022)                         | 9,5                |
| Étais                      | 21252      |               | 14,04            | 76 (2022)                         | 5,4                |
| Fain-lès-Montbard          | 21259      | Finois        | 7,48             | 273 (2022)                        | 36                 |
| Fain-lès-Moutiers          | 21260      |               | 9,75             | 152 (2022)                        | 16                 |
| Fontaines-les-Sèches       | 21279      | Fontanois     | 13,52            | 26 (2022)                         | 1,9                |
| Fresnes                    | 21287      |               | 13,07            | 154 (2022)                        | 12                 |
| Lucenay-le-Duc             | 21358      |               | 28,81            | 197 (2022)                        | 6,8                |
| Marmagne                   | 21389      |               | 12,89            | 197 (2022)                        | 15                 |
| Montigny-Montfort          | 21429      |               | 17,13            | 277 (2022)                        | 16                 |
| Moutiers-Saint-Jean        | 21446      | Réomois       | 4,96             | 255 (2022)                        | 51                 |
| Nesle-et-Massoult          | 21451      |               | 23,38            | 79 (2022)                         | 3,4                |
| Nogent-lès-Montbard        | 21456      |               | 6,45             | 153 (2022)                        | 24                 |
| Planay                     | 21484      | Planerains    | 8,72             | 62 (2022)                         | 7,1                |
| Quincerot                  | 21516      |               | 4,42             | 78 (2022)                         | 18                 |
| Quincy-le-Vicomte          | 21518      | Quinciçois    | 19,03            | 207 (2022)                        | 11                 |
| Rougemont                  | 21530      | Rubrimontains | 9,52             | 144 (2022)                        | 15                 |
| Saint-Germain-lès-Senailly | 21550      |               | 4,98             | 113 (2022)                        | 23                 |
| Saint-Rémy                 | 21568      |               | 13,82            | 678 (2022)                        | 49                 |
| Seigny                     | 21598      |               | 7,99             | 153 (2022)                        | 19                 |
| Senailly                   | 21604      |               | 9,28             | 132 (2022)                        | 14                 |
| Touillon                   | 21641      | Touillonais   | 36,98            | 461 (2022)                        | 12                 |
| Verdonnet                  | 21664      | Véridinacéens | 18,04            | 69 (2022)                         | 3,8                |
| Villaines-les-Prévôtes     | 21686      |               | 10,78            | 143 (2022)                        | 13                 |
| Viserny                    | 21709      | Bottiens      | 6,75             | 180 (2022)                        | 27                 |

## Fiscalité
- Taxes foncières sur les propriétés 
  - bâties
  - non-bâties
- Taxe d'habitation
- Taxe professionnelle

## Projets
La communauté de communes du Montbardois a lancé la création en deux tranches d'une zone d'activités de 16,5 hectares sur la commune de Fain-lès-Montbard. Le coût estimatif de l'opération s'élève à 1,5 million d'euros, acquisitions foncières comprises. Les travaux devraient démarrer début 2009.